# The California Museum
The California Museum est le musée d'histoire de l'État de Californie.
Il est situé dans sa capitale, Sacramento, et plus précisément dans le complexe de bâtiments du secrétaire d'État (en).
Il abrite le California Hall of Fame.